# AGM-154 Joint Standoff Weapon
AGM-154 Joint Standoff Weapon (JSOW) je precizno navođena jedreća bomba koja se prvenstveno koristi u američkim oružanim snagama. Proizvodi je američka tvrtka Raytheon.

## Tehnologija
Dva zakretna krila služe kao primarni izvor potrebnog uzgona, kontrolu položaja osiguravaju četiri mala krila raspoređena u obliku križa na stražnjoj strani i dvije male vodoravne kontrolne površine. GPS/INS[što je to?] navigacijski sustav postiže CEP[što je to?] manji od tri metra. Putem podatkovne veze JSOW se može opskrbiti novim podacima s kompatibilne platforme čak i nakon što je odbačen. U usporedbi sa sličnim bombama, JSOW ima znatno niži radarski i infracrveni potpis (stealth tehnologija) kako bi mogla zaobići ili se boriti protiv modernih sustava protuzračne obrane kao što su 9K330 Tor ili S-300P.

## Platforme
- F-15E Strike Eagle
- F-16 Fighting Falcon
- F/A-18 Hornet
- F-35 Lightning II
- B-1B Lanceri
- B-2 Duh
- B-52 Stratotvrđava
- P-3 Orion
- Eurofighter
- Saab JAS-39 Gripen
- Panavia tornado

## Tehničke specifikacije
| sustav       | AGM-154A                      | AGM-154A-1                    | AGM-154B                      | AGM-154C                      | AGM-154C-1                                              | AGM-154D                      | AGM-154E                      |
| ------------ | ----------------------------- | ----------------------------- | ----------------------------- | ----------------------------- | ------------------------------------------------------- | ----------------------------- | ----------------------------- |
| duljina      | 4,1 m                         | 4,1 m                         | 4,1 m                         | 4,1 m                         | 4,1 m                                                   | 4,1 m                         | 4,1 m                         |
| raspon       | 2,69 m                        | 2,69 m                        | 2,69 m                        | 2,69 m                        | 2,69 m                                                  | 2,69 m                        | 2,69 m                        |
| širina       | 0,34 m                        | 0,34 m                        | 0,34 m                        | 0,34 m                        | 0,34 m                                                  | 0,34 m                        | 0,34 m                        |
| početna masa | ovisno o varijanti cca 475 kg | ovisno o varijanti cca 475 kg | ovisno o varijanti cca 475 kg | ovisno o varijanti cca 475 kg | ovisno o varijanti cca 475 kg                           | ovisno o varijanti cca 475 kg | ovisno o varijanti cca 475 kg |
| motor        | bez motora                    | bez motora                    | bez motora                    | bez motora                    | bez motora                                              | WJ24-8 turbomlazni motor      | WJ24-8 turbomlazni motor      |
| brzina       | podzvučni                     | podzvučni                     | podzvučni                     | podzvučni                     | podzvučni                                               | podzvučni                     | podzvučni                     |
| domet        | Visina pada 12 km: 115-130 km | Visina pada 12 km: 115-130 km | Visina pada 12 km: 115-130 km | Visina pada 12 km: 115-130 km | Visina pada 12 km: 115-130 km                           | 290 km                        | 290 km                        |
| upravljanje  | GPS, INS, podatkovna veza     | GPS, INS, podatkovna veza     | GPS, INS, podatkovna veza     | GPS, INS, FLIR                | GPS, INS, FLIR, UHF / Veza 16 2-smjerna podatkovna veza | GPS, INS, podatkovna veza     | GPS, INS, FLIR                |
| bojeva glava | 145 × BLU-97/B                | BLU-111                       | 6 × BLU-108                   | BROACH                        | BROACH                                                  | 145 × BLU-97/B                | BROACH                        |

## Operateri
- Australija – 50 AGM-154C/C-1
- Finska – 11 AGM-154C[2]
- Grčka – 40 AGM-154C
- Katar – 200 AGM-154C
- Poljska – 78 AGM-154C
- Saudijska Arabija – 953 AGM-154C/C-1
- Singapur  – 60 AGM-154A/C
- Tajvan – 56 AGM-154A
- Turska – 104 AGM-154A/C
- Sjedinjene Američke Države

## Vanjske poveznice
- Designation-Systems.net
- Federacija američkih znanstvenika
- Datoteka s činjenicama na navy.mil